# Whitton (Ipswich)
Whitton is een wijk in Ipswich, een stad in het Engelse graafschap Suffolk. In 2001 telde de wijk 8148 inwoners.